# Poljance
Polac en albanais et Poljance en serbe latin (en serbe cyrillique : Пољанце) est une localité du Kosovo située dans la commune/municipalité de Skenderaj/Srbica et dans le district de Mitrovicë/Kosovska Mitrovica. Selon le recensement kosovar de 2011, elle compte 2 701 habitants.

## Démographie

### Évolution historique de la population dans la localité
| 1948  | 1953  | 1961  | 1971  | 1981  | 1991  | 2011  |
| ----- | ----- | ----- | ----- | ----- | ----- | ----- |
| 1 077 | 1 304 | 1 408 | 1 675 | 2 354 | 2 827 | 2 701 |

|  |

### Répartition de la population par nationalités (2011)
En 2011, les Albanais représentaient 97,78 % de la population.